# Waconia, Minnesota
Waconia, Minnesota (енгл. Waconia) град је у америчкој савезној држави Минесота.

## Демографија
По попису из 2010. године број становника је 10.697, што је 3.883 (57,0%) становника више него 2000. године.
| Група             | 2000.         | 2010.          |
| Белци             | 6.578 (96,5%) | 10.075 (94,2%) |
| Афроамериканци    | 23 (0,3%)     | 113 (1,1%)     |
| Азијати           | 44 (0,6%)     | 119 (1,1%)     |
| Хиспаноамериканци | 87 (1,3%)     | 266 (2,5%)     |
| Укупно            | 6.814         | 10.697         |